# Letianxi (köpinghuvudort i Kina, Hubei Sheng, lat 30,87, long 111,07)
Letianxi är en köpinghuvudort i Kina. Den ligger i provinsen Hubei, i den centrala delen av landet, omkring 310 kilometer väster om provinshuvudstaden Wuhan. Antalet invånare är 24 979. Befolkningen består av 12 129 kvinnor och 12 850 män. Barn under 15 år utgör 13,0 %, vuxna 15-64 år 76 %, och äldre över 65 år 10,0 %.
Runt Letianxi är det ganska tätbefolkat, med 166 invånare per kvadratkilometer. Närmaste större samhälle är Sandouping, 8,4 km sydväst om Letianxi. I omgivningarna runt Letianxi växer i huvudsak blandskog.
Genomsnittlig årsnederbörd är 1 331 millimeter. Den regnigaste månaden är maj, med i genomsnitt 206 mm nederbörd, och den torraste är december, med 14 mm nederbörd.